# كليمنت الثالث عشر
البابا كليمنت الثالث عشر (باللاتينية: Clemens XIII) ـ (7 مارس 1693 ـ 2 فبراير 1769) هو بابا الكنيسة الكاثوليكية في الفترة من 16 يوليو 1758 إلى وفاته سنة 1769.
ولد كليمنت الثالث عشر في أسرة بندقية نبيلة، وكان اسمه عند ولادته كارلو ديللا توري دي ريتزونيكو. تلقى تعليمًا يسوعيًا في بولونيا، وتبوأ كرسي أسقفية بادوفا سنة 1743، ثم انتخب حبرًا أعظم سنة 1758 خلفًا للبابا بندكت الرابع عشر. عرف كليمنت الثالث عشر أثناء حبريته بمحاباته لأقاربه، وكان من كبار المدافعين عن اليسوعيين، رغم أن حبريته شهدت محاولات عديدة لقمعهم.

## روابط خارجية
- كليمنت الثالث عشر على موقع الموسوعة البريطانية (الإنجليزية)
- كليمنت الثالث عشر على موقع إن إن دي بي (الإنجليزية)